# Прохново (Архангельская область)
Прохново — деревня в Плесецком районе Архангельской области.

## География
Находится в западной части Архангельской области на расстоянии приблизительно 42 км на юг-юго-запад по прямой от административного центра района поселка Плесецк на правом берегу реки Моша.

## История
В 1873 году здесь (деревня Каргопольского уезда Олонецкой губернии было учтено 14 дворов, в 1905 — 32. До 2021 года входила в Федовское сельское поселение до его упразднения.

## Население
Численность населения: 103 человека (1873 год), 173(1905), 16 (русские 97 %) в 2002 году, 4 в 2010.